# Кулик-сорока канарський
Кулик-сорока канарський (Haematopus meadewaldoi) — вимерлий вид сивкоподібних  птахів родини куликосорокових (Haematopodidae).

## Поширення
Був ендемічним видом сивкоподібних на островах Фуертевентура, Лансароте та кількох дрібних островах в архіпелазі Канарські острови, Іспанія.
Hockey (1982) показав, що Haematopus meadewaldoi є окремим видом на відміну від африканського кулика-сороки (Haematopus moquini), якого раніше вважали підвидом.

## Опис
Haematopus meadewaldoi був такого ж розміру, як його родичі, завдовжки близько 40—45 см, він, імовірно, важив від 600—800 грамів, самки трохи важче. H. meadewaldoi був глянцево-чорного забарвлення за винятком білуватих махових пір'їн.
Різні статті не розрізнялися за кольором.
Це був річковий вид. Він селився на скелястих берегах. У раціон цих птахів входили дрібні молюски і ракоподібні.
Його називали cuervo marino («морська ворона») на острові Фуертевентура, grajo de mar («морська галка») на острові Лансароте, і corvino («маленька ворона») на Грасіоса. Крім того, місцева назва lapero («молюскожер») також був використаний, можливо, на Алегранса. (Баннерман, 1963)

## Вимирання
Цей птах востаннє був зафіксований у 1913 році, а місцеві рибалки і хранителі маяка повідомляли про зникнення близько 1940 року (Hockey 1996), після тривалого зниження чисельності, яке почалося, ймовірно, в XIX столітті (Hockey 1987). Найперше — до початку XX століття — мабуть, зник з Лансароте, відповідно до загальної картини канарського вимирання. До 1913 року не повідомляється про знахідки за межами архіпелагу Чінійо і Іслоте-де-Лобос (Баннерман 1963).
Наразі вважається вимерлим, тому що великі дослідження в період з 1956/57 і кінця 1980-х років не знайшли жодних доказів виживання Haematopus meadewaldoi. Він був офіційно оголошений вимерлим з публікацією в 1994 році в Червоному списку МСОП.
Причиною зникнення є порушення середовищ проживання, також місцеве населення збирало яйця птахів для їжі. Причетні до зникнення завезені коти та пацюки, що поїдали молодняк.